# Karl Ferdinand Sohn

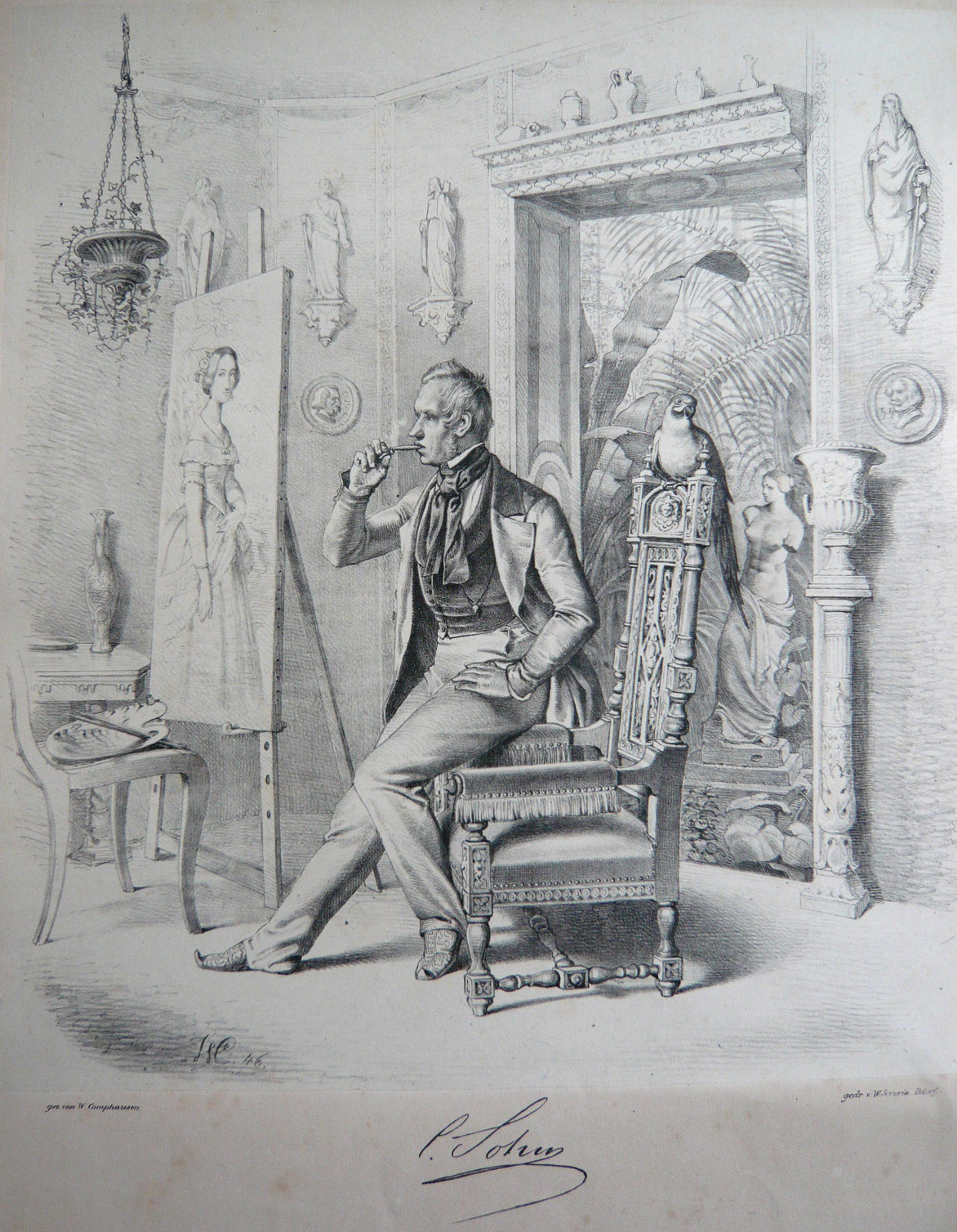
Sohn nel suo studio, litografia, 1846

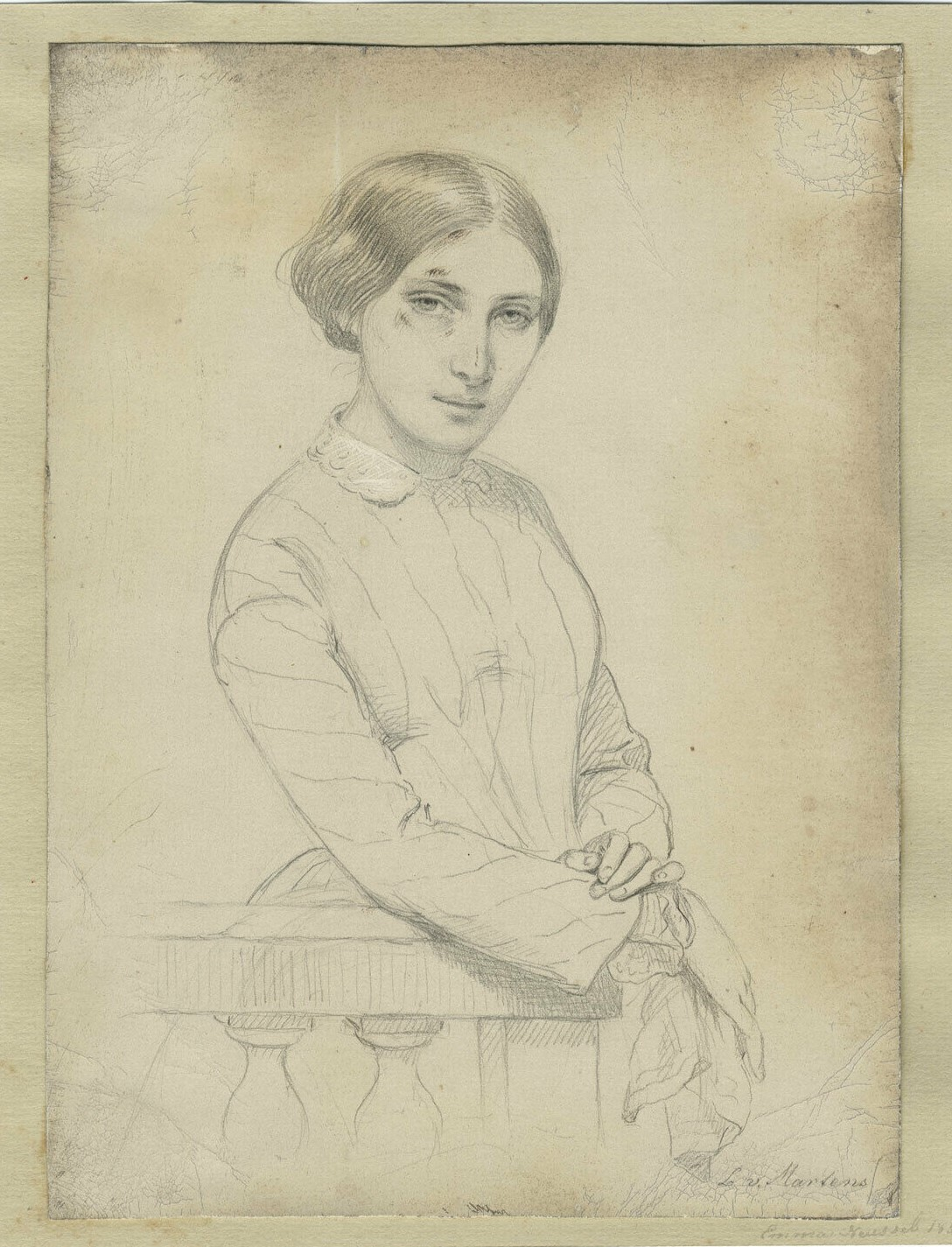
Luise von Martens ha disegnato Emma Elwin quando entrambe le donne erano poco più che ventenni. Come tutta una serie di altre giovani donne, furono allieve di Sohn, che si impegnò intensamente nella promozione di giovani artiste. - Questo ritratto di Emma Elwin (collezione privata tedesca) è probabilmente l'unica immagine superstite dell'artista.

Karl Ferdinand Sohn (Berlino, 10 dicembre 1805 – Colonia, 25 novembre 1867) è stato un pittore e docente tedesco.

## Biografia
Karl Ferdinand Sohn fu iniziato alla pittura da Friedrich Wilhelm Schadow e, quando il Maestro di spostò a Düsseldorf, un gruppo di allievi, tra cui Karl Ferdinand, lo seguì.
Si specializzò in scene tratte dalla mitologia greco-romana e dalla poesia, realizzando dipinti di gusto romantico, secondo i dettami della scuola di Düsseldorf (Düsseldorfer Malerschule), di cui fu uno dei più noti artisti.  Estraeva i soggetti soprattutto dai versi della Gerusalemme liberata di Torquato Tasso e da scritti di Johann Wolfgang von Goethe.
Fra il 1830 e il 1831, durante un lungo soggiorno in Italia - dove tra l'altro conobbe e divenne amico di Felix Mendelssohn, anche lui in viaggio per la penisola - fu attratto dalla grande tradizione pittorica veneziana, in particolare studiò Tiziano Vecellio, Paolo Veronese e Palma il Vecchio. Nel 1832 fu scelto come professore della Kunstakademie Düsseldorf - di cui più tardi divenne presidente - accademia d'arte che diventò la culla del movimento pittorico, noto come Scuola di pittura di Düsseldorf, che si sviluppò fra il 1830 e il 1840.
Il suo dipinto più noto è il ritratto a tutta figura della poetessa tedesca Mathilde Wesendonck, che fu appassionata amica di Richard Wagner: a lei il musicista si ispirò per Tristano e Isotta.
Karl Ferdinand Sohn sposò a Düsseldorf, nel 1834, Emilie Auguste von Mülmann, da cui ebbe cinque figli: Richard Sohn (1834–1912) e Karl Rudolf Sohn (1845–1908) divennero pittori, specializzandosi nei ritratti e nelle scene di genere. Karl Ferdinand Sohn sposò, in seconde nozze, Else Rethel (1853–1933), figlia del pittore Alfred Rethel. Il pianista, direttore d'orchestra e compositore Albert Dietrich sposò Clara Sohn, figlia di Karl Ferdinand. Anche suo nipote Wilhelm Sohn (1830–1899) divenne pittore e fu suo allievo.
Morì nel 1867, nel corso di una visita, a Colonia, al suo amico pittore Ferdinand Hiller.

## Discepoli
- Peter Nicolai Arbo
- Amalie Bensinger
- Clemens Bewer
- Anselm Feuerbach
- Elisabeth Jerichau-Baumann
- Heinrich Ludwig Philippi
- Sofie Ribbing
- Benjamin Vautier (1829–1898)
- Marie Wiegmann

## Galleria d'immagini

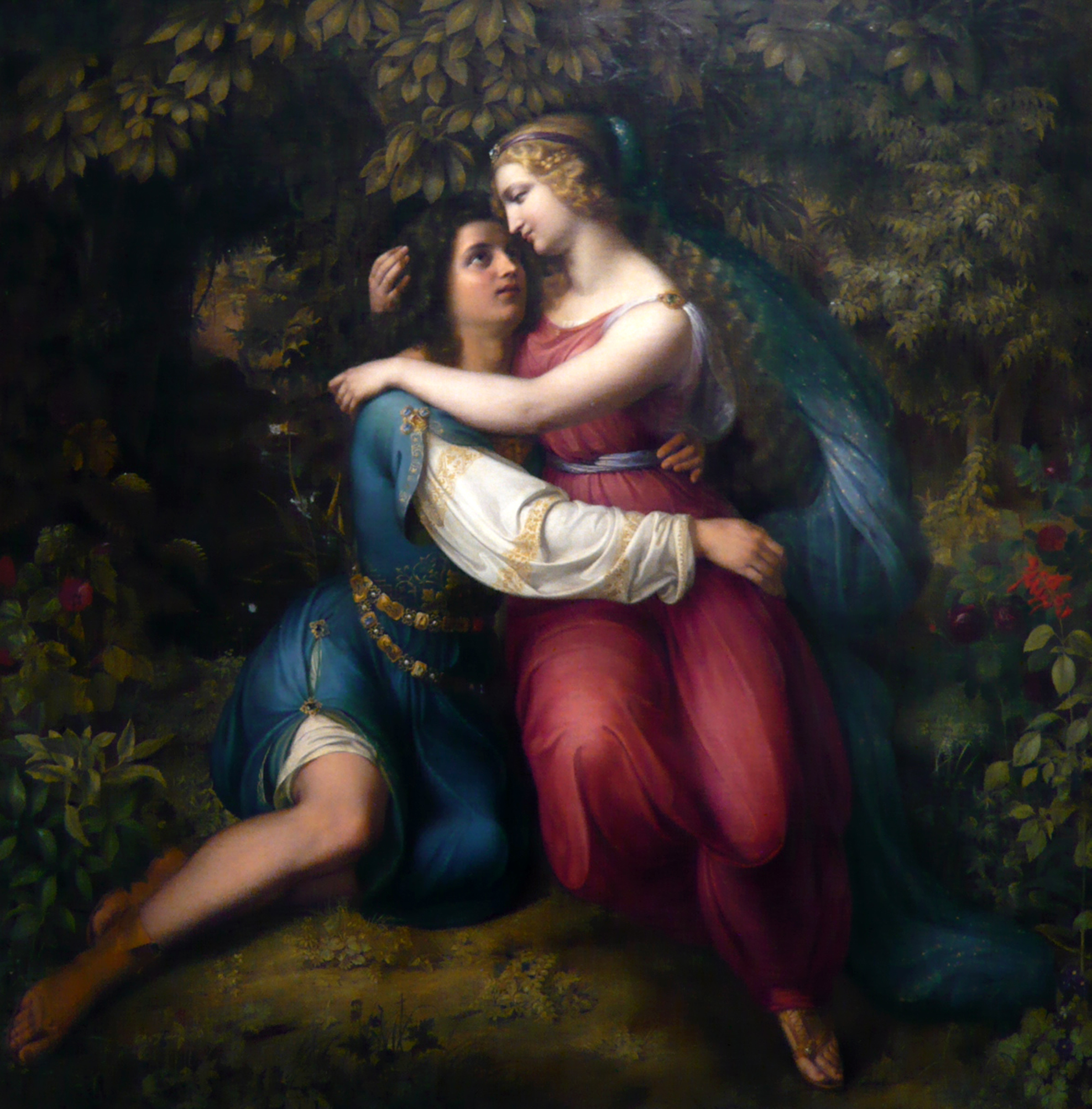
Rinaldo e Armida, 1828, Museum Kunstpalast
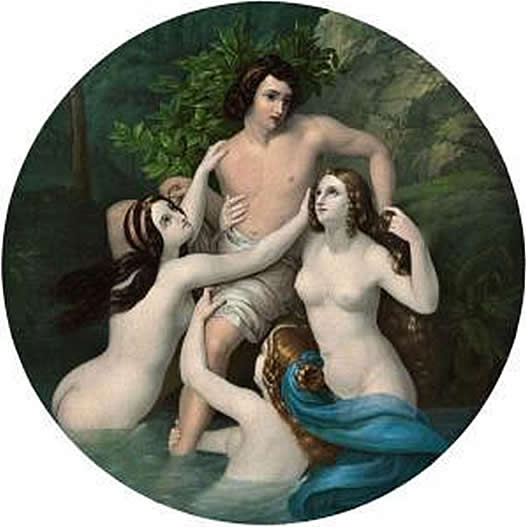
Il rapimento di Hylas, 1830
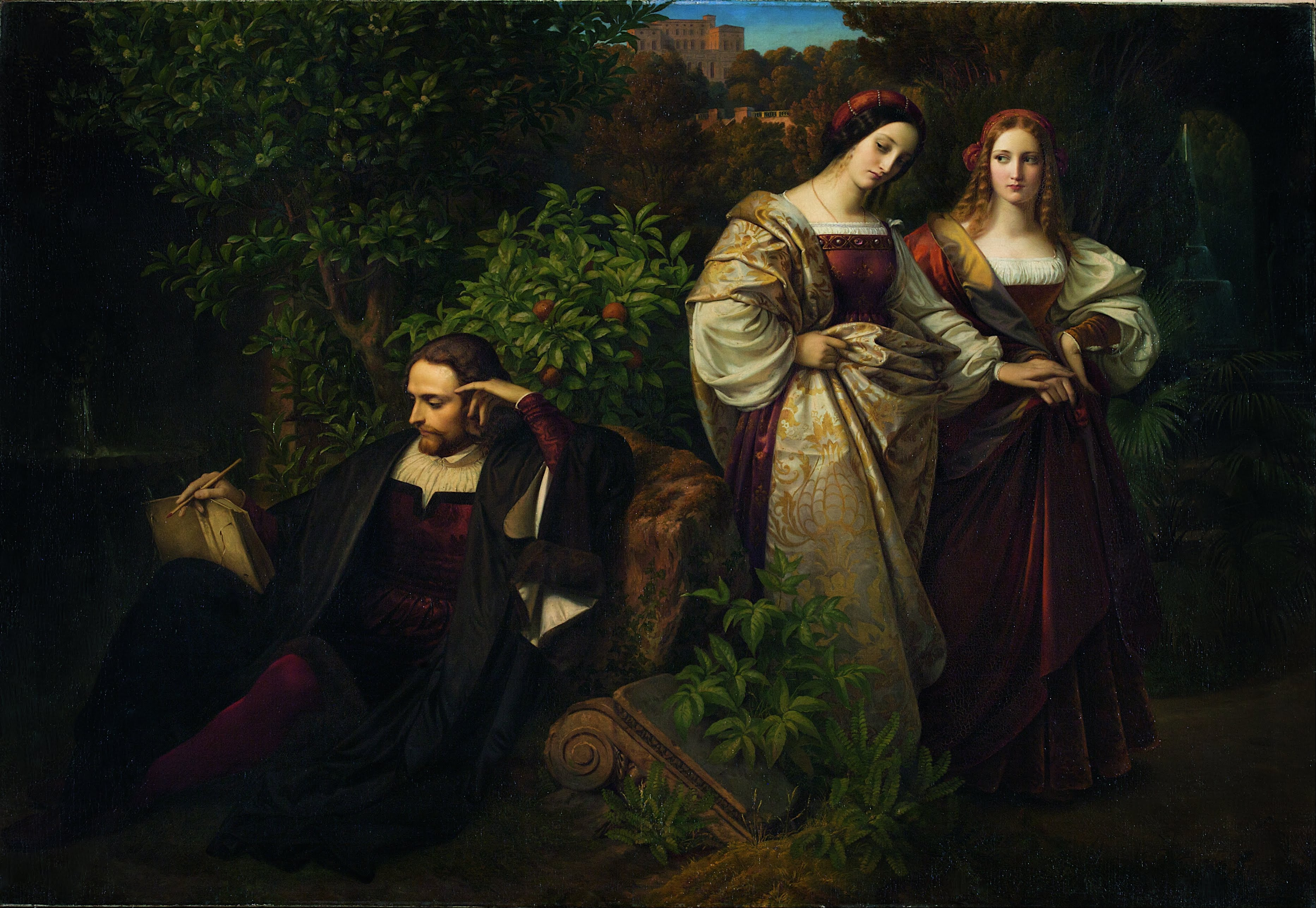
Torquato Tasso e le due Eleonore, 1839, Museum Kunstpalast
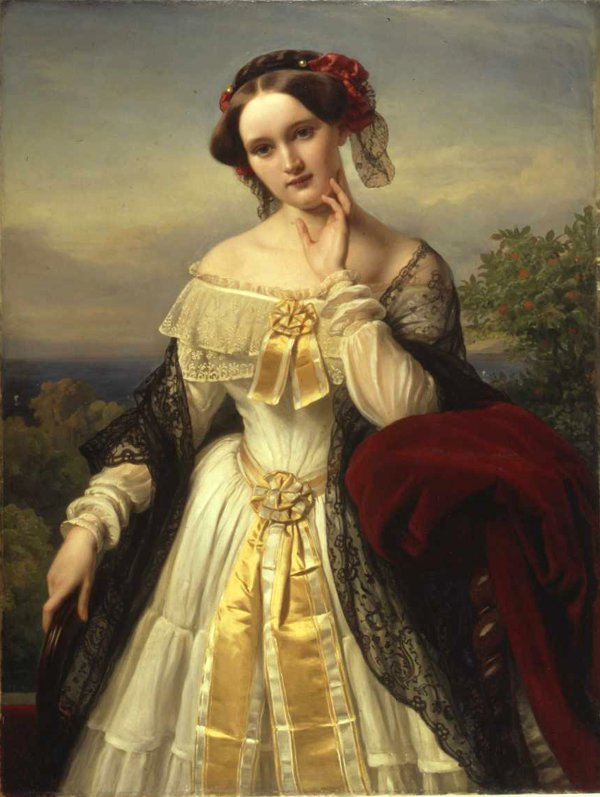
Ritratto di Mathilde Wesendonck, 1850, Stadtmuseum Bonn